# Atletica leggera ai Giochi della XXIII Olimpiade - Salto in lungo maschile

Video della Finale (il salto vincente di Lewis è al minuto 1:14)

Il salto in lungo ha fatto parte del programma maschile di atletica leggera ai Giochi della XXIII Olimpiade. La competizione si è svolta nei giorni 5 e 6 agosto 1984 al «Memorial Coliseum» di Los Angeles.

## Presenze ed assenze dei campioni in carica
| Competizione      | Atleta          | Prestazione | Los Angeles 1984     |
| ----------------- | --------------- | ----------- | -------------------- |
| Olimpiadi 1980    | Lutz Dombrowski | 8,54 m      | Germania Est assente |
| Commonwealth 1982 | Gary Honey      | 8,13 m      | Presente             |
| Europei 1982      | Lutz Dombrowski | 8,30 m      | Germania Est assente |
| Asiatici 1982     | Kim Jong-il     | 7,94 m      | Presente             |
| Panamericani 1983 | Jaime Jefferson | 8,03 m      | Cuba assente         |
| Mondiali 1983     | Carl Lewis      | 8,55 m      | Presente             |

1. ↑  Per il boicottaggio.
2. ↑  Per il boicottaggio.

## La gara
Con una concentrazione di ferro, Carl Lewis indovina al primo tentativo un salto giusto a 8,54 e poi lascia che gli avversari si disputino l'argento. Il calendario delle gare prevede le batterie dei 200 metri piani nello stesso pomeriggio e l'americano vuole risparmiare energie.

L'australiano Gary Honey si candida a "primo degli altri" con 8,18 alla terza prova. Larry Myricks lo insidia da vicino con 8,16. All'ultimo tentativo spunta Giovanni Evangelisti con un ottimo 8,24 che fa gridare all'argento. Ma Honey ha ancora un colpo in canna e sfodera un salto della stessa identica lunghezza. L'argento va all'australiano in virtù del miglior secondo salto.

## Risultati

### Turno eliminatorio
Qualificazione7,90 m
Sette atleti raggiungono la misura richiesta. Ad essi vanno aggiunti i 5 migliori salti, fino a 7,76 m.

La miglior prestazione appartiene a Carl Lewis con 8,30 m.

### Finale
| Pos     | Paese e Atleta       | 1° salto | 2° salto | 3° salto | 4° salto | 5° salto | 6° salto | Miglior Misura | Note |
| ------- | -------------------- | -------- | -------- | -------- | -------- | -------- | -------- | -------------- | ---- |
| Oro     | Carl Lewis           | 8,54     | -        | -        | -        | -        | -        | 8,54           |      |
| Argento | Gary Honey           | 7,97     | 7,92     | 8,18     | 7,92     | X        | 8,24     | 8,24           |      |
| Bronzo  | Giovanni Evangelisti | 8,09     | 7,94     | 7,90     | X        | X        | 8,24     | 8,24           |      |
| 4       | Larry Myricks        | 8,06     | 7,99     | X        | 8,00     | 8,16     | 6,28     | 8,16           |      |
| 5       | Liu Yuhuang          | X        | 7,66     | 7,89     | 7,65     | 7,60     | 7,99     | 7,99           |      |
| 6       | Joey Wells           | 7,97     | X        | X        | -        | -        | -        | 7,97           |      |
| 7       | Junichi Usui         | 7,63     | 7,82     | 7,87     | 7,72     | 7,09     | -        | 7,87           |      |
| 8       | Kim Jong-Il          | 7,76     | 7,81     | 7,77     | X        | 7,59     | X        | 7,81           |      |
| 9       | Yusuf Alli           | 7,67     | 7,78     | 7,72     |          |          |          | 7,78           |      |
| 10      | Antonio Corgos       | 7,44     | 7,50     | 7,69     |          |          |          | 7,69           |      |
| 11      | Mike McRae           | X        | 7,63     | 7,45     |          |          |          | 7,63           |      |
| 12      | Jubobaraye Kio       | X        | 7,57     | X        |          |          |          | 7,57           |      |